# مراضة مشتركة
المراضة المشتركة  أو المراضة المترافقة  أو الإصابة المرضية المشتركة  في الطب هي وجود واحد أو أكثر من الاضطرابات أو الأمراض التي تتشارك مع مرض أو اضطراب رئيسي، بالإضافة إلى تأثير تلك الأمراض أو الاضطرابات. يمكن أن يحدث ذلك التشارك أو الترافق مع أمراض جسمانية أو سلوكية.
طبياً تعرف المراضة المشتركة أو الاعتلال المشترك بأنها وجود اعتلال أو مرض إضافي أو أكثر بالتزامن مع مرض أو اعتلال أساسي أو مع تأثير تلك الأمراض أو الاعتلالات. هذه الأمراض قد تكون اختلالات نفسية أو عقلية كذلك.
على الصعيد الطبي قد يشير مصطلح الاعتلال المشترك إلى حالة طبية أو أكثر تتواجد بشكل مستقل وآني مع حالة أخرى وقد تشير أيضاً إلى حالة طبية أو أكثر ترتبط بالاعتلال الأساسي. حدث جدال في التشخيص النفسي حول أن هذا «الاستخدام غير الدقيق للغة قد يؤدي بالتالي إلى تفكير غير دقيق» وأن استخدام مصطلح المراضة المشتركة لا بد أن يُتجنب.

## في الطب
في الطب يصف المراضة المشتركة تأثير كل الأمراض الأخرى التي قد تصيب الفرد عدا عن المرض الأساسي وهو محور الاهتمام.
تحاول العديد من الاختبارات إيجاد قيمة أو وزن معياري للظروف الاعتلالية المشتركة وتصنيفها كأمراض ثانوية أو ثالثية، حيث يحاول كل اختبار ضم كل ظرف اعتلالي مشترك في متغير واحد ومتنبئ يقيس معدل الوفيات أو أي نتائج أخرى. صادق الباحثون على اختبارات كهذه بسبب قيمتها التنبؤية إلا أن أيا منها لم يُعتمد كاختبار معياري بعد.
يمتلك مصطلح الاعتلال المشترك ثلاث تعريفات:
1. للدلالة على حالة طبية تتواجد في آن ولكن بشكل مستقل مع حالة أخرى في مريض ما (هذا هو التعريف الأقدم والأكثر صحة)
2. للدلالة إلى أن أسباب حالة طبية في مريض يتسسب بها أو ترتبط بحالة صحية أخرى في المريض ذاته (هذا تعريف جديد غير معياري ويلقى قبولاً أقل) [3]
3. للدلالة على حالتين صحيتين أو أكثر تتواجدان في آن واحد بغض النظر عن علاقاتها السببية[4]

### معيار تشارلسون (charlson index)
يتوقع معيار تشارلسون للاعتلال المشترك  احتمال الوفاة خلال عشر سنوات لمريض يعاني مجموعة من الاعتلالات المشتركة كأمراض القلب والإيدز أو السرطان (ما مجموعه اثنتان وعشرون حالة صحية) تعطى كل حالة علامة من 1,2,3 أو6 اعتماداً على احتمالية الموت المتزامنة مع كل منها، ومن ثم تجمع العلامات لتشكل علامة كلية لتوقّع احتمالية الفناء كما تم تقديم عدد من التشكيلات لمعيار تشارلسون تضم كلاً من معايير تشارلسون/ديو، تشارلسون/رومانو، تشارلسون/مانيتوبا وتشارلسون/ديهوورز للاعتلالات المشتركة.
الحالات السريرية والعلامات المرافقة لها تتبع التالي:
- نقطة لكل واحدة: احتشاء عضلة القلب، فشل القلب الاحتقاني، داء الأوعية المحيطية، الخرف، الداء الدماغي الوعائي، أمراض الرئتين المزمنة، مرض النسيج الضام، القرحة، أمراض الكبد المزمنة، السكري.
- نقطتان لكل واحدة: الشلل النصفي، أمراض كلوية متوسطة أو شديدة، سكري مع تلف عضوي نهائي، ورم، ابيضاض الدم، ورم لمفي.
- ثلاث نقاط لكل واحدة: مرض كبد متوسط أو شديد.
- ست نقاط لكل واحدة: ورم خبيث، النقيلة(metastasis)، الإيدز.

يساعد نظام النقاط هذا الأطباء على تقرير الشدة التي يجب أن تُعالج بها حالة ما، فعلى سبيل المثال قد يكون المريض مصاباً بالسرطان مع كل من السكري ومرض في القلب كاعتلالات مشتركة هذه الاعتلالات المشتركة قد تكون على درجة من الشدة بحيث تجاوز تكاليف ومحاذير علاج السرطان الفائدة قصيرة المدى المرتجاة منه.
و بما أن المرضى لا يعلمون في أغلب الأحيان مدى خطورة أحوالهم الصحية يُفترض أن يقوم الممرضون بمراجعة جدول المريض وتحديد ما إذا كانت حالة صحية ما موجودة ليقوموا فيما بعد بحساب المعيار index خاصتهم، كما قامت دراسات لاحقة بتضمين معيار الاعتلال المشترك في استبيان للمرضى.
يعد معيار تشارلسون وخصوصاً تشارلسون/ديو ويتبعه إليكسهوزر المرجع الأكثر استخداماً في الدراسات المقارِنة للاعتلالات المشتركة وقياسات الأمراض المتعددة.

### سجل الاعتلالات المشتركة - تعدد الأدوية (cps)
سِجّل الاعتلالات المشتركة هو قياس بسيط يتكون من مجموع كل الاعتلالات المشتركة وكل العلاجات المتلازمة معها. لا يوجد ارتباط محدد بين الظروف الاعتلالية المشتركة والأدوية المقابلة، عوضاً عن ذلك يُعبّر عن العلاجات كانعكاس لشدة الظروف الاعتلالية المشتركة المتلازمة معها. وقد تم اختبار هذا النظام واعتماده على نطاق واسع في المجموعات السكانية المصابة بالجروح والكدمات مظهرا ترابطاً جيداً مع كل من معدلات الوفاة والأمراض وعمليات الفرز والإدخال للمستشفى. ومن المثير للاهتمام أن ارتفاع مستويات الcps تلازمت مع انخفاض ملحوظ يقارب ال 90 يوماً في معدلات النجاة في الدراسة الأصلية على المجموعات المصابة بالجروح والكدمات.

### مقياس إليكسهوزر للاعتلال المشترك
تم تطوير مقياس إليكسهوزر للاعتلال المشترك باستخدام بيانات تمثيلية من قاعدة بيانات مشفى مجتمع في كاليفورنيا، إذ قام مقياس إليكسهوزر بتطوير قائمة من 300 اعتلال مشترك معتمداً على كتيب تصنيف الأمراض الدولي ICD 9، كما لم يتم تبسيط الاعتلالات المشتركة إلى معايير لأن كل اعتلال مشترك أثر على النتائج بشكل مختلف بين مجموعات المرضى المختلفة.
ترتبط الاعتلالات المشتركة المعرّفة في مقياس إليكسهوزر بشكل ملحوظ مع معدلات الوفاة داخل المستشفى وتتضمن كلا من الظروف الحادة والمزمنة. قام فان والرفين باستقاء واستصلاح معيار لاعتلالات إليكسهوزر المشتركة قام فيه بتلخيص خطر المرض وتمكن من خلاله من تمييز معدلات الوفاة داخل المستشفى. وكما يُظهر التحليل المقارِن والمراجعة الجهازية أن من بين معايير الاعتلالات المشتركة فإن معيار إليكسهوزر هو متنبئ أفضل بالخطورة، بعد 30 يوما من الاستشفاء على وجه الخصوص.

### المجموعة ذات الصلة بالتشخيص (DRG)
المرضى المصابون بمرض أكثر خطورة يتطلب المزيد من موارد المستشفى من المرضى الذين يعانون من مرض أقل خطورة، على الرغم من أنهم يدخلون إلى المستشفى لنفس السبب. وإدراكا لهذا، المجموعة ذات الصلة بالتشخيص (DRG) انشقت بعض يدويا DRGs على أساس وجود تشخيص ثانوي لمضاعفات معينة أو التواكب المرضي (CC). الأمر نفسه ينطبق على مجموعات الموارد الرعاية الصحية (HRGs) في المملكة المتحدة.

## الصحة العقلية
في كل من الطب النفسي وعلم النفس واستشارات الصحة العقلية يشير مصطلح الاعتلال المشترك إلى وجود أكثر من تشخيص في فرد واحد في الوقت عينه، إلا أن الاعتلال المشترك لا يشير علي أية حال في تصنيف الطب النفسي بالضرورة إلى وجود عدة أمراض بل يعكس بدلاً من ذلك عدم قدرتنا الحالية على تقديم تشخيص واحد يشمل كل الأعراض. يعتبر الاضطراب الاكتئابي أكثر الامراض الاعتلالية شيوعا في محورDSM الأول. يُنتقد المحور الثاني من اعتلالات الشخصية عادة لأن معدلات الاعتلالات المشتركة خاصته متطرفة في الارتفاع إذ تقارب 60% في بعض الحالات مظهرة للنقاد احتمالية أن هذه التصنيفات للأمراض العقلية هي على درجة من عدم الدقة في التحديد ليتم اعتمادها لأهداف تشخيصية واستخدامها لتقرير الطريقة المثلى للعلاج المخصَّص.
تم تقديم مصطلح الاعتلال المشترك على يد فننستين للتعبير عن تلك الحالات التي ظهرت فيها حالة سريرية إضافية مفردة خلال الطور السريري لمريض يعاني من اعتلال معياري وعلى الرغم من أن استخدام المصطلح غدا شائعاً في الطب النفسي إلا أن استخدامه للتعبير عن تزامن تشخيصين نفسيين أو أكثر يُعتبر استخداماً غير صحيح لأنه وفي معظم الحالات لا يكون واضحاً إن كان تشخيصٌ ما مرافقٌ يعكس حقاً وجود حالات سريرية منفردة أم أنه يشير إلى تجليات عدة لحالة سريرية مفردة. وقد تم جدال هذا لأن«استخدام اللغة غير الدقيق يقود إلى تفكير غير دقيق وعليه فإن استخدام مصطلح الاعتلال المشترك يجب على الأغلب تجنبه».

## نشأة المصطلح
عمّم الاطباء منذ عدة قرون مضت صلاحية أسلوب معقد في تشخيص الأمراض وعلاج المرضى، على أي حال فإن الطب الحديث الذي يفاخر باتساع أساليبه التشخيصية وتنوع طرقه العلاجية يؤكد بشدة على التحديد. أنشأ هذا التشديد تساؤلاً حول امكانية تقييم حالة مريض يعاني من عدد من الاعتلالات في آن وحول إمكانية تقييم حالة مريض وحول من اين البدءٌ واي مرضٍ يتطلب علاجاً أولياً ولاحقاً ظلت هذه الاسئلة لعدة سنوات معلّقة بلا إجابة حتى عام 1970 حين جاء الطبيب والباحث الأمريكي أ.د.فنستين بمصطلح الاعتلال المُشترك. وُضّح ظهور المصطلح على يد فنستين مستخدماً مثال مريضٍ يعاني جسدياً من حمّى روماتزمية مكتشفاً اسوأ حالةٍ للمريض الذي كان يعاني من عدة امراض. بعد وقتٍ وافٍ من اكتشافه، غدا الاعتلال المشترك منهجاً علمياً بحثياً منفصلاً في عدة فروع من الطب.

### تطور المصطلح
حالياً، لا يوجد أي مصطلح متفق عليه للاعتلال المشترك، يقدمُ بعض المؤلفين معانٍ مختلفة لكل من الاعتلال المشترك والاعتلالات المتعددة معرفين الأول على أنه وجود عدد من الأمراض المرتبطة ببعضها عبر آلية مرضية مثبتة والثاني على أنه وجود عدة اعتلالات في مريض دون أي ارتباطات عبر آليات مرضية مثبتة حتى اللحظة. قام آخرون بالتأكيد على أن الاعتلالات المتعددة خليط من الأمراض المزمنة أو الحادة والأعراض العيادية في فرد ولا يشددون على الاختلاف أو التشابه في طريقة نشوء تلك الامراض (pathogenesis). على أي حال فإن التوضيح الاساسي للمصطلح قُدِّم على يد هـ.س.كريمر والسيد م.فان دين آكر محددين الاعتلال المشترك على انه خليط من إثنين أو أكثر من الأمراض المزمنة المرتبطة مرضياً أو المتواجدة في مريض واحد بشكلٍ مستقل عن نشاط أي منها في المريض.

## البحث

### الطب النفسي
وجدت دراسة واسعة الانتشار لعلم الامراض الجسدية والذهنية مكاناً لها في الطب النفسي. سَخَّرَ ا.جنسن (1975)، ج.هـ.بويد (1984)، و.س.ساندرسون (1990)، ي.ل.نللر (1993)، د.ل.روبيرز (1994)، أ.ب. سمولفيتش (1997) وغيرهم من الأطباء النفسيين ذائعي الصيت الكثير من الساعات لاكتشاف عدد من الاعتلالات المشتركة في مرضى يعانون من أكثر الاعتلالات النفسية تنوعاً. طور هؤلاء الباحثون النماذج الأولية للاعتلالات المشتركة، درست بعض هذه النماذج الاعتلال المشترك بصفته تواجد أكثر من مرض في فرد خلال فترة محددة من الحياة، فيما قام آخرون بتفصيل احتمال التقاط فرد مصاب بمرض ما لاعتلالات أخرى.

### الطب العام
تم بحث تأثير الاعتلال المشترك على التقدم السريري للاعتلال الجسدي الأساسي، كفاءة العلاج الطبي على كل من التوقع الفوري والتوقع طويل الأمد لتطور المرض للمريض على يد عدد من الأطباء والعلماء الموهوبين من شتى المجالات الطبية في عدة بلدان حول العالم منهم: م.ه. كابلان (1974)،  ت. بينكوس (1986)،  تشارلسون (1987)،  تشيليفيس (1993)،  كريمر (1995)،  فان دن عكر (1996)،  أ.ى غريمبي (1997)، غرينفيلد (1999)،  م. فورتين (2004) و (2004) أ. فانيس،  س. هادون (2005)،  لازبنيك (2005)،  فيرتيكن (20 08)،  كوفي (2008)،  بايلوف (2009)،  لوتشيخن (2010)  وغيرهم الكثير.

## الانتشار (الوبائية)
يتسع انتشار الاعتلالات المشتركة بين المرضى في المستشفيات متعددة الحقول، أثناء طور المساعدة الطبية الابتدائية يعتبر المرضى المصابون بعدة أمراض في آن مرضى طبيعيين عوضاً عن معاملتهم كاستثناء، إن منع وعلاج الأمراض المزمنة الذي أعلنته منظمة الصحة العالمية كأولوية في العقد الثاني من القرن العشرين قصد به تحسين نوعية التعداد العالمي. هذا هو السبب وراء الميل لدراسات بحثية ووبائية على مستوى كبير في مختلف المجالات الطبية باستخدام بيانات إحصائية. في معظم الأبحاث السريرية العشوائية يدرس المؤلفون مرضى بمرض دقيق واحد مما يجعل الاعتلال المشترك معيارا استثنائيا، وهنا يكمن سبب صعوبة ربط الأبحاث الموجهة نحو تقييم خليط من الأمراض الاحادية أو المنفصلة مع أعمالٍ حول البحث المتفرد في الاعتلالات المشتركة. ان غياب اسلوب علمي متفرد لتقييم الاعتلال المشترك يقود الي أخطاء في الممارسة السريرية . من الصعب عدم ملاحظة غياب الاعتلال المشترك في تصنيف الامراض الممثل في التصنيف الدولي للأمراض ICD.10

### مقارنات سريرية مرضية
كل الأبحاث الاساسية في التوثيق الطبي الموجهة نحو انتشار الاعتلال المشترك وتأثير بنائيته تم التوصل إليها حتى عام 1995. اما عن المعلومات التي استخدمها الباحثون والعلماء العاملون في موضوع الاعتلال المشترك فقد كانت تأريخات لحالات  أو سجلات للمرضى لدى المشفى أو توثيق طبي محتفظ به من قبل أطباء العائلات أو شركات التأمين أو حتى في أرشيفات للمرضى في المنازل القديمة.
ان الطرائق المدرجة في تحصيل المعلومات الطبية تعتمد بشكل أساسي على خبرة ومهارة الأطباء القائمين على تشخيصات أكيدة سريرياً ومخبرياً وأدواتيا (instrumentally). لهذا تعتبر بالرغم من كفائتها شخصانية جدا. كما لم يتم تحليل أية نتائج ما بعد الوفاة لمريض باعتلالات مشتركه لاي من ابحاث الاعتلالات المشتركة.
قد قال البرفيسور م.ي مدروف مرة «انه من واجب كل طبيب أن يقوم بتشريح جثة المرضى الذين عالجهم». تشريح الجثة يمكنك من تحديد بناء الاعتلال المشترك بالضبط كما يمكنك من تحديد سبب وفاة المريض بشكل مستقل عن عمره وجنسه والصفات المحددة بالجنس، لذا فإن البيانات الاحصائية لعلم أمراض الاعتلالات المشتركة المستقاة من هذه الجزئية خالية من الشخصانية.

### البحث
أظهر تحليل بحث أسترالي دام عقدا من الزمن بناء على دراسة مرضى مصابين بـ 6 أمراض مزمنة واسعة الانتشار ان نصف المرضى كبار السن المصابين بالروماتيزم مصابون بارتفاع الضغط كذلك، 20 ٪ مصابون بأمراض القلب، 14٪ مصابون بالسكري من النوع الكلي. اما عن مرضى الأزمة الصدرية فما يزيد عن 60٪ منهم اشتكوا من روماتيزم متكرر، 20 ٪ عانوا مشاكل في القلب و 16٪ مصابون بالسكري من النوع الثاني.
أما المصابون باعتلالات الكلى المزمنة فإن تكرار أمراض القلب التاجية يرتفع بمقدار 22٪ وفرصة ظهور حدث تاجي جديد هي أعلى ب 3.4 مرات منها في المرضى غير المصابين باعتلالات الكلى. يتماشى مع تطور أمراض الكلى المزمنة نحو مرض كلوي في مراحله النهائية المستدعية استبدال الكلى زيادة ظهور أمراض القلب التاجية والموت المفاجئ نتيجة توقف القلب.
قام بحث كندي بدراسه 483 مصاب بالسمنة. اظهر البحث ان انتشار الأمراض المرتبطة بالسمنة كان اعلى عند الإناث منها عند الذكور. كما وجد الباحثون أن ما يقارب 75٪ من مصابي السمنة كان عندهم أمراض مصاحبة، في الغالب تضمنت عسر شحميات الدم والضغط والسكري من النوع الثاني . ومن الجدير بالملاحظة أن من بين المرضى الذين يعانون السمنة الشباب (18-29) تم العثور على أكثر من مرضَيْن مزمنين في 22٪ ذكور و 43٪ إناث.
الألم العضلي التلیّفي هو حالة اعتلالية مشتركة مع عدة أمراض أخرى منها على سبيل المثال لا الحصر: الاكتئاب القلق، الصداع، متلازمة القولون العصبي، متلازمة التعب المزمن، ذئبة حمامية مجموعية، التهاب المفاصل الروماتويدي الصداع النصفي واضطراب الهلع.
يزداد عدد الاعتلالات المشتركة مع العمر بنسبة 10 % حتى 19 عام وبنسبة تصل إلى 80 % في الأفراد الذين يزيد عمرهم عن الثمانين عاما. وتبعا للبيانات المبنية على تحليل 980 تاريخ لحالات مرضية على يد م.فورتن مأخوذة من الممارسة اليومية لطبيب عائلي فإن الانتشار والاعتلالات المشتركة يتراوح بين 69٪ للمرضى اليافعين وما قد يصل إلى 93٪ بين الأفراد في منتصف العمر وما يقارب 98٪ من المرضى وكبار السن وفي ذات الوقت يختلف عدد الامراض الأمراض المزمنة من 8,2 في المرضى اليافعين إلى 4,6 في المرضى الأكبر سنا.
بناء علي بيانات روسية مبنية على دراسة أكثر من 3 آلاف تقرير ما بعد الوفاة لمرضى عانوا من اعتلالات جسدية لازموا المشافي لعلاج أمراض مزمنة فإن تكرار الاعتلالات المشتركة 94.2٪ .وقد صادف الأطباء في المعظم خليطا من مرضين إلى 3 امراض وفي حالات نادرة لا تتجاوز 2.7٪ صادفوا مرضى يحملون خليط من 6 -8 أمراض في آن واحد.
يظهر البحث ذو الأربعة عشر عاما المُجرى في بريطانيا على 883 مصابا بمرض قلة الصفائح مجهول السبب أن هذا المرض مرتبط بعدد لابأس به من الامراض الجسدية وفي بناء الاعتلال المشترك لهؤلاء المرضى كانت أكثر الاعتلالات تواجدا هي الأورام الخبيثة، أمراض الجهاز الحركي، امراض الجلد والجهاز البولي التناسلي والمضاعفات النزفية والأمراض المناعة الذاتية الأخرى والتي تتجاوز احتمالية تطورها خلال السنوات الخمس الأولى من المرض الاوليّ حدود ال5٪.
في بحث أجري علي 196 حالة من سرطان الحنجرة تبين أن معدلات النجاة للمرضى في مراحل مختلفة من السرطان تختلف اعتمادا على وجود أو غياب الاعتلالات المشتركة، ففي المرحلة الأولى من السرطان تصل معدلات النجاح بوجود اعتلالات مشتركة إلى 17 بالمائة وفي غيابها إلى 83٪، أما في المرحلة الثانية فمعدلات البقاء على التوالي هي 14٪ 76٪، وتظهر في المرحلة الثالثة بنسبة 28 ٪ و 66٪، أما في المرحلة الرابعة فهي 0 بالمائة وخمسين بالمائه على التوالي. على العموم فإن معدلات النجاح لدى مرضى سرطان الحنجرة المصابين باعتلالات مشتركة ينخفض بما نسبته 59٪ عن أولئك غير المصابين بها.
باستثناء المعالجين والأطباء العموميين، فإن الاعتلال المشترك هي أيضا مشكلة عادة ما تواجه من قبل المتخصصين . للأسف نادرا ما يعطون الانتباه إلى وجود مجموعة واسعة من الاضطرابات في مريض واحد ومعظمهم يخصصون علاجا محددا لأمراض تخصصهم. اختصاصيو المسالك البولية، وأمراض النساء، والأنف والحنجرة، والعيون، والجراحون وغيرهم من المتخصصين يذكرون في كثير من الأحيان المرض المرتبط بمجال تخصصهم دون اكتشاف الأمراض المصاحبة الأخرى التي تكون من اختصاص غيرهم. [بحاجة لمصدر]
استنادا إلى البيانات السريرية والعلمية المتاحة، من الممكن أن نستنتج أن الاعتلال المشترك لديه مجموعة من الخصائص التي تصفه بأنه حالة غير متجانسة تعزز من خطورة الحالة وتفاقم احتمالات المريض. يرجع ذلك إلى مجموعة واسعة من الأسباب التي تسبب ذلك الطابع غير المتجانس للاعتلال المشترك.

## الأسباب
1. القرب التشريحي للأعضاء المصابة
2. آلية مرضية مفردة لعدة امراض
3. علاقة سبب-تأثير قابلة للانتهاء بين الأمراض
4. مرض ينتج عن مضاعفات مرض آخر
5. تعدد النمط الظاهري[58]

قد تشمل العوامل المسؤولة عن تطوير اعتلالات مشتركة: العدوى، الالتهاب، التغيرات الأيضية الجهازية، الحالة الاجتماعية، أمراض ذات منشأ علاجي، البيئة والاستعداد الجيني.

## الأنواع
- متلازمة المتجاوز الاعتلال المشتركTrans- syndromal comorbidity: تواجد اثنين أو أكثر من المتلازمات المرتبطة مرضياً في مريض واحد
- الاعتلال المشترك عبر تصنيف الأمراض Trans-nosological comorbidity: تواجد متلازمتين أو أكثر من المتلازمات المرتبطة مرضياً في مريض واحد
- الاعتلال المشترك السببي:[59] يحدث بسبب تلف أعضاء وأجهزة مختلفة التي تحدث بدورها نتيجة عاملٍ ممرضٍ واحد
- الاعتلال المشترك المعقّد: يحدث نتيجة مرض اولي ويكون غالباً لاحقاً بوقت لظهور عدم الاستقراء على شكل آفات في الهدف
- الاعتلال المشترك العلاجي: ظروف حدد فيها مسبقا خطر واحد أو أكثر من العمليات الطبية يظهر كنتيجة لتأثير الطبيب السلبي على المريض. على سبيل المثال: استخدام غلوكوكوريتكويدات يؤدي إلى هشاشة العظام في المرضى الذين عولجوا لفترة طويلة باستخدام بدائل الهرمونات والتهاب الكبد الناجم عن العلاج الكيميائي ضد مرض السل.
- الاعتلال المشترك غير المحدد: يفترض من هذا النوع وجود آلية نشوء مرضي واحدة للأمراض تشمل الخليط، إلا أنها تتطلب عددا من الاختبارات لتثبت فرضية الباحث أو الطبيب. على سبيل المثال، عدم القدرة على الانتصاب كحالة تقع قبل تصلب الشرايين العام (ASVD)؛ حدوث آفات التآكل التقرحي في الغشاء المخاطي في الجهاز الهضمي العلوي في المرضى الذين يعانون من امراض الأوعية الدموية.
- الاعتلال المشترك التعسفي: هنا يكون تزامن الخليط المرضي غير مثبت الا انه يصبح بعد فترة يسيراً على الشرح من وجهة نظرٍ سريرية وعلمية. على سبيل المثال، مزيج من أمراض القلب التاجية (CHD) وتحصّي القناة الصفراء والجمع بين مرض صمامات القلب المكتسب ومرض الصدفية.

## البنية
عند فحص مريض باعتلال مشترك على يد ممارس فهناك عدد من القواعد التي يجب اتباعها لتشكيل التشخيص السريري مبدأها الأساسي يقوم على تمييز المرض الأساسي والأمراض في الخلفية كما يقوم بالتمييز بين المضاعفات والأمراض المرافقة.
- الأمراض الأساسية: هذه هي الأمراض المصنفة على أنها بحد ذاتها أو مضاعفاتها تستدعي الضرورة القصوى للعلاج حالاً نظرا لتهديده حياة المريض أو وضعه في خطر الإعاقة، فالمرض الأساسي هو المرض الذي يصبح السبب وراء السعي لتحصيل المساعدة الطبية أو سبب وفاة المريض وإن كان المريض مصاباً بعدة أمراض أولية فإنه من المهم قبل كل شيء فهم هذه الأمراض مجتمعة.
- الأمراض المتنافسة: الأشكال المرضية المتلازمة المصنفة على أنها تعتمد على بعضها بعضاً في المسببات ونشوء المرض إلا أنهما يشتركان في تحقيق شرط المرض الأساسي أما بالنسبة لعلماء الأمراض الممارسين فيعرّفون الأمراض المتنافسة على أنها مرضين أو أكثر تتواجد في مريض واحد ولدى كل منها القدرة على التسبب بوفاته.
- الاعتلال المتعدد: أمراض بمسببات وآليات نشوء مرض مختلفة ولا يمكن لأي منها على حدة ان يتسبب بالوفاة إلا أنها متلازمة أثناء تطورها ويزيد كل منها الآخر سوءا مما يتسبب بوفاة المريض. على سبيل المثال، كسر هشاشة العظام في الرقبة الجراحية لعظم الفخذ والالتهاب الرئوي الركودي.
- مرض الخلفية: يساهم مرض كهذا في حدوث أو تطور المرض الأساسي كما يزيد من خطورته ويساعد في تطور المضاعفات ويتطلب هذا المرض كما المرض الأساسي علاجاً فوريّاً. على سبيل المثال السكري من النوع الثاني.
- المضاعفات: تصنيفات الامراض التي لها علاقة مرضية بالمرض الأساسي أو لها علاقة بدعم التطور السلبي للمرض مما يتسبب في تدهور حاد في ظروف المريض. في عدد من الحالات تكون المضاعفات ذات صلة سببية أو مرضية جينية وتتخذ اسم مرض مترافق. ترتب المضاعفات في قائمة تنازليا حسب تاثيرها على نتيجة المرض أو اعاقتها لقدرة المريض الجسدية.
- الأمراض المرتبطة: تصنيف الأمراض غير المرتبطة سببيا أو جينيا مع المرض الأساسي (مسرودة حسب الأهمية).

## التشخيص
لا يوجد أدنى شك في أهمية الاعتلالات المشتركة ولكن كيف يمكن تقييمها أوقياسها في مريض ما؟

### مثال سريري
استدعت المريضة س ذات ال73 عاما الإسعاف، بسبب ألم مفاجئ ضاغط في الصدر، وقد عُلم من تاريخ الحالة أن المريضة قد عانت من أمراض القلب التاجية لعدة سنوات، كما قد عانت في أوقات سابقة من آلام مشابهة إلا أنها كانت سرعان ما تختفي بعد بضع دقائق من تناولها لحبوب تحت اللسان من النترات العضوية، أما هذه المرة فإن الألم لم يتوقف حتى بعد تناول المريضة لثلاث حبات من النايتروجلسيرين، كما قد عُلم من تاريخ الحالة أن المريضة قد عانت خلال السنوات العشر السابقة من احتشاء عضلة القلب مرتين، كما عانت من أحداث وعائية دماغية حادة قبل 15 عاما، وبعيدا عن كل هذا تعاني المريضة من ارتفاع ضغط الدم، السكري من النوع الثاني مترافقا مع اعتلال الوحدات الكلوية، الورم العضلي الرحمي، حصى المرارة، هشاشة العظام، دوالي القدمين، وقد عُلم كذلك أن المريضة تتناول بشكل منتظم عددا من منظمات الضغط ومدرات البول ومنظمات السكر، كما عُلم أنها تتداوى بالستاتينات ومضادات الصفائح، كما خضعت في الماضي لاستئصال جزء من المرارة قبل 20 عاما، بالإضافة لاستخراج ورم بلوري تسبب به الساد في العين اليمنى قبل 4 سنوات. تم إخضاع المريضة لعناية قلبية حثيثة في مشفى عام بعد تشخيصها باحْتِشاء كَامِلِ جِدارِ عَضَلة القَلْب. في أثناء الفحص تم تمييز أزوتيميا معتدل، فَقْر دم خفيف من نوع سَّوِيّ الكُرَيَّات، بول بروتيني (بروتين في البول)، كما لوحظ ظهور انخفاض الكسر القذفي الوعائي الأيسر.

## طرائق التقييم
1. سجل تقييم الأمراض التراكمي CIRS: تم تطويره عام 1969 على يد ب.س لين وأصبح اكتشافا ثوريا بصفته قدم للأطباء الممارسين فرصة حساب عدد وشدة الأمراض المزمنة في بنية الحالة الاعتلالية المشتركة لمرضاهم.إن الاستخدام الصحيح لهذا السجل يعني تقييما تراكميا ومنفصلا لكل نظام حيوي على حدة: 0 الصفر تعني أن النظام المختار خالٍ من الاعتلالات 1 تعني اعتلالات طفيفة أو اختلالات عُوني منها سابقا 2 المرض يحتاج إلى وصف علاج طبي 3 اعتلال يسبب نوعا من الإعاقة 4 عدم كفاءة عضوية حادة تتطلب علاجا طارئا يقيّم هذا النظام الاعتلال المشترك في سجل يتراوح بين 0-56 . وفقا لمطوريه فإن العلامة القصوى لا تتوافق مع حياة المريض.[62] بناءً عليه فإن الاعتلال المشترك للمريضة س في 73 عاما يمكن تقييمه كمعتدل الخطورة (23 نقطة من 56). على أي حال، إن تقييم تطور المرض ليس ممكنا في ظل غياب التأويلات القائمة على النتائج المُحرزة وارتباطها مع عدد من الخصائص الدلالية.
2. سجل تقييم الأمراض التراكمي للشيخوخة CIRS-G: يشابه هذا النظامُ النظامَ السابق، إلا أنه يستخدم للمرضى المسنين وقد تم تقديمه على يد م.د ميلر عام1991 ويأخذ هذا النظام في حسبانه عمر المريض وخصائص الأمراض عند كبار السن.[63][64]
3. معيار كابلان-فنستين: ابتُكر هذا المعيار عام 1973 بناءً على الدراسة المجراة على أثر الأمراض المرافقة على المرضى المصابين بالسكري من النوع الثاني خلال فترة 5 سنوات، في نظام تقييم الاعتلالات المشتركة هذا تصنف كل الأمراض الحالية ومضاعفاتها بناءً على تأثيرها الائتلافي على أعضاء الجسم كأمراض خفيفة أو متوسطة أو شديدة، ويُستقى الاستنتاج حول الاعتلال المشترك التراكمي بناءً على الأجهزة الحيوية الأكثر تضررا.مقارنة بسجل تقييم الأمراض التراكمي يعطي هذا المعيار تقييما تراكميا لكل جهاز حيوي على حدة إلا أنه أقل تفصيلا:0 الصفر غياب المرض 1 طور خفيف من المرض 2 مرض متوسط 3 مرض شديد
4. يقيّم معيار كابلان-فنستين الاعتلال المشترك باستخدام سجل تراكمي قد يتراوح من (0-36). بعيدا عما سبق فإن الاختلال الملاحظ في في هذه الطريقة هو التعميم المفرط للأمراض وغياب عدد كبير الأمراض في التدريج والذي يمكن ملاحظته في عمود «متعدد» الذي يقلل إنتاجية وفعالية هذه الطريقة..على أي حال فإن الأفضلية المُحققة لهذا المعيار على سجّل تقييم الأمراض التراكمي يكمن في القدرة على التحليل المستقل للأورام الخبيثة وشدتها.[65] باستخدام هذه الطريقة فإن الاعتلال المشترك للمريضة س ذات ال73 عاما يمكن تقييمه كمتوسط الشدة (16 من 36)، إلا أن قيمته الدلالية غير واضحة بسبب غياب التأويلات عن السجل الناتج من تراكم اعتلالات المريض بأكمله.
5. معيار تشارلسون: ظهر هذا المعيار لتتبع المآلات طويلة المدى للمرضى ذوي الاعتلالات المشتركة وقد تم تطويره على يد م.ي تشارلسون عام 1987 ويعتمد هذا المعيار أساسا على نظام تقييم نقطي (0-40) لتحديد وجود أمراض مرافقة محددة، كما يستخدم للدلالة على معدلات الإماتة. للقيام بحسابه تجمع النتائج بناءً على الأمراض المرافقة كما يتم إضافة نقطة واحدة لكل عشر سنوات للمرضى الذين يزيد أعمارهم عن 40 عام (نقطة واحدة لمريض ذي 50 عاما مثلا). إن القيمة المميزة والأفضلية التي لا جدال فيها لهذا المعيار تكمن في قدرته على تقييم عمر المريض وتحديد معدلات الوفاة والتي تعادل في غياب الاعتلال المشترك 12% و 26% عند 1-2 نقطة، 52% عند 3-4 نقطة وتبلغ مع تراكم أكثر من 5 نقاط 85% . مما يدعو للأسف أن في هذه الطريقة بعض الاعتلالات، فمثلا تقييم شدة الاعتلال المشترك لعدة أمراض لم يؤخذ بالحسبان وغياب مجموعة أخرى مهمة للأمراض المُتكهنة، بجانب هذا فإن احتمال أن يكون تشخيص لمريض يعاني من الأزمة القصبية وابيضاض الدم المزمن يقارب جودة تشخيص مريض عليل باحتشاء عضلة القلب واحتشاء الدماغ هو أمر مشكوك فيه. في حالة الاعتلال المشترك للمريضة س تبعا لهذه الطريقة فإنه يعادل حالة خفيفة (9 من 40).
6. معيار تشارلسون المعدّل : قام ر.أ ديو بإضافة أشكال مزمنة من اعتلالات القلب الإقفارية ومراحل قصور القلب المزمن لهذا المعيار عام 1992.[66]
7. معيار إليكسهوزر: يتضمن معيار إليكسهوزر للاعتلال المشترك 30 اعتلالا مشتركا وهي غير مبسطة على شكل معيار ويُظهر إليكسهوزر أداءً تنبؤيا أفضل لمعدلات الوفاة خاصة بعد 30 يوما من ادخال المستشفى[6]
8. معيار المرض المرافق: (جزء ناقص!) مفيدا للأصناف الأخرى من المرضى . تساعد هذه الطريقة في حساب المدة المقدرة لبقاء مريض ما في مشفى واحتمالات تكرار دخول المريض ذاته في مشفى بعد مروره بعملية جراحية. كما يقترح هذا المعيار أن تقيّم ظروف المريض بشكل مستقل على صعيد مكونين مختلفين: الخصائص الفسيولوجية والوظائفية. يشمل المكون الأول 19 مرضا مترافقا يُقيّم كل منها على تدريج من 4 نقاط حيث يشير الصفر لغياب المرض و ال3 إلى الشكل الخطير من المرض، أما المكون الثاني فيقيّم تأثير الأمراض المترافقة على الحالة الجسدية للمريض. يقوم هذا المعيار بتقييم 11 وظيفة جسدية باستخدام تدريج من 3 نقاط حيث يشير الصفر لأداء وظيفي طبيعي و ال2 لاستحالة الأداء الوظيفيز
9. معيار الشيخوخة للاعتلال المشترك : طور في 2002 [67]
10. معيار الاعتلال المشترك الوظيفي: طور عام 2005 [68]
11. معيار الحِمل المرضي الكلي : طور عام 2007[69]

إن تحليل حالة الاعتلال المشترك للمريضة س ذات ال73 عاما باستخدام أكثر أدوات تقييم الاعتلال المشترك استخداما عالميا سيعطي الطبيب تقييما مختلفا تماما. إن ظنية هذه النتائج سيؤدي نوعا ما إلى تعقيد حكم الطبيب حول حقيقة مستوى الخطر لحالة المريض كما ستعقد عملية وصف علاج طبي معقول للاعتلال المعرّف. تُواجه مشاكل كهذه من قبل الأطباء بشكل يومي بالرغم من كل معرفتهم في العلوم الطبية. وتكمن المشقة الأساسية في طريق إدخال أنظمة تقييم الاعتلال المشترك في العملية التشخيصية العلاجية المبنية على قاعدة عريضة في تباينها وتمركزها الضيّق . وعلى الرغم من تنوع طرائق التقييم فإن غياب طريقةٍ مفردة ومقبولة على الصعيد العام ومتجاوزةٍ للاختلالات التي تعاني منها الطرق المتاحة يُسبب الاضطراب. وهذا الغياب لأداة موحدة مطوَّرة بناءً على تجربة عالمية هائلة ولطريقة استخدامه لا يسمح بأن يغدو«الاعتلال المشترك» محببا للطبيب، وفي الوقت ذاته وبسبب التباين في وسائل تحليل حالة الاعتلال المشترك وغياب مكوناته في مساقات الجامعات الطبية فإن تأثيره الدلالي غير واضح للممارس، مما يجعل الأنظمة المتاحة على الصعيد العام لتقييم الأمراض المشاركة غير مبرر وعليه لا حاجة له.

## علاج المرضى ذوي الاعتلالات المشتركة
إن تأثير الاعتلال المشترك على كل من المضامين الطبية والتشخيص وتطور المرض وعلاجه هو تأثير متعدد الأوجه ومحدد لكل مريض. كما تؤثر العلاقات البينية لكل من المرض والعمر وتعدد استخدامات الأدوية بشكل عظيم على ظهور وتقدم المرض، كما تؤثر على شدة وخصائص المضاعفات وتقلل من جودة حياة المريض وتحد أو تصعّب عملية التشخيص الشفائي. يؤثر الاعتلال المشترك على تطور الحياة ويزيد احتمالية الوفاة كما يزيد وجوده أيام ملازمة السرير والإعاقة، كما يعيق إعادة التأهيل ويزيد عدد المضاعفات بعد عملية جراحية ويرفع احتمالية التدهور في الأفراد المسنين.
يوجِب وجود الاعتلالات المشتركة أخذَها في الحسبان عند اختيار خوارزمية التشخيص وخطط العلاج لأي مرض معطى. من المهم إعلام المرضى عن مستوى اعتلالاتهم الوظيفية والحالة التشريحية لكل الأمراض المعرَّفة. في أي وقت يظهر فيه مرض أو أعراض مُلاحظة جديدة فإنه من الضروري الخضوع لفحص عميق للكشف عن الأسباب. كما أنه من الضروري تذكّر أن الاعتلالات المشتركة تقود إلى تعدد الأدوية مما يجعل السيطرة على كفاءة العلاج أمرا مستحيلا ويزيد التكلفة المادية مما يؤدي إلى انخفاض الالتزام. في ذات الوقت، يعمل تعدد الأدوية، خاصة في المرضى كبار السن، على زيادة احتمال التطور المفاجئ لأعراض جانبية محلية وجهازية غير مرغوبة. هذه الأعراض الجانبية لا تؤخذ دائما بعين الاعتبار من قبل الأطباء لأنها تُعامل كظهور الاعتلالات المشتركة وتصبح كنتيجة سببا لوصف المزيد من الأدوية خاتمةً هذه الدائرة الأثيمة. يتطلب العلاج المتزامن لعدة أمراض احتواءً صارما لتوافق الأدوية والتزاما مفصلا لقواعد العلاج الدوائي بناءً على مبادئ إ.م تارفي والتي تنصّ على أن«كل دواء غير موصوف هو دواء ممنوع الاستعمال» كما قال ب.إ فوتشال أيضا «إن كان هنالك دواء لا يملك أية أعراض جانبية فعلى الفرد أن يفكر إن كان يملك تأثيرا على الإطلاق»
أظهرت دراسة للمرضى المقيمين في مشفى في الولايات المتحدة عام 2011 أن وجود مضاعفة أساسية أو اعتلال مشترك تزامنَ مع احتمالية مرتفعة في شَغل وحدة الرعاية الحثيثة، متراوحة بين تغيير يمكن إهماله لاحتشاء عضلة القلب الحاد مع اعتلال مشترك إلى ما يقارب احتمالية زيادة تصل إلى 9 أضعاف في حالة استبدال مفصل أساسي مع اعتلال مشترك.

## اقرأ أيضاً
- مرض
- اضطراب
- عدوى مرافقة
- Conditions comorbid to autism spectrum disorders [الإنجليزية]
- عدوى إضافية
- الوباء المركب